# Polyphon

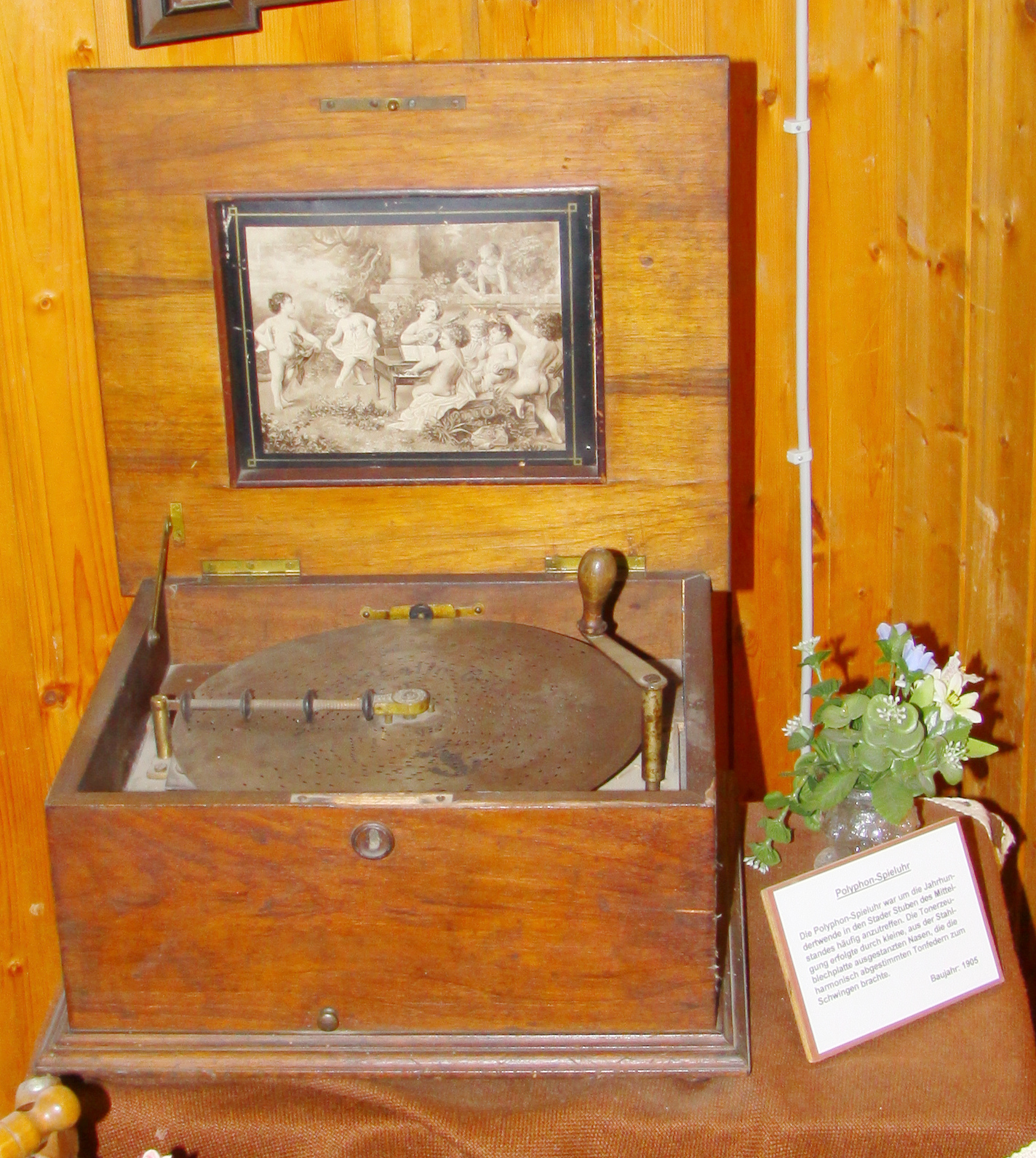
Um Polyphon do ano de 1905

Polyphon é uma caixa de música mecânica que toca discos, um dispositivo mecânico fabricado pela Polyphon Musikwerke, localizada em Leipzig, Alemanha. Inventado em 1870, a produção em grande escala começou por volta de 1897 e continuou até o início dos anos 1900. Os Polyphons foram exportados para todo o mundo e a música foi fornecida para os mercados inglês, francês e alemão, bem como para regiões mais distantes, com peças catalogadas para as regiões russa, polonesa e balcânica. Polyphon também é um selo fonográfico registrado pela Polyphon Musikwerke AG em 1908. Polyphon comercializou sob o selo Polydor desde 1913 com suas marcas registradas Polyphon Musik e Polyphon Record.

## Polyphon Musikwerke
A empresa alemã foi fundada em 1887 em Wahren, Leipzig, como Firma Brachhausen & Riesener, por Gustav Adolf Brachhausen e Ernst Paul Riessner, para fabricar sua invenção de 1870, a caixa de música mecânica que toca discos, Polyphon. A empresa foi renomeada para Polyphon-Musikwerke AG em 1895. Em 1908, Hugo Wünsch foi nomeado diretor, mas se tornou chefe da nova subsidiária Deutsche Grammophon AG em 1918. Em 24 de abril de 1917, a Polyphon-Musikwerke AG adquiriu a fábrica de discos Deutsche Grammophon-Aktiengesellschaft do governo alemão. O estado alemão havia assumido o controle da DG e das propriedades britânicas durante a Primeira Guerra Mundial sob a alegação de que eram propriedades do inimigo. As fábricas Deutsche Grammophon e Polyphon-Musikwerke foram administradas pela Polyphonwerke AG, e a sede foi transferida para Berlim, com a nova entidade corporativa recebendo o nome de Polyphon-Grammophon-Konzern.
Em 1918, a Polyphon AG estabeleceu sua sede na Markgrafenstraße 76 em Berlim. Bruno Borchard tornou-se diretor geral. O proprietário anterior, Joseph Berliner, permaneceu como membro dos conselhos até sua aposentadoria em 1921. Em 1919, a subsidiária austríaca Polyphon-Sprechmaschinen und Schallplatten GmbH foi fundada em Viena. Ela foi renomeada para Polyphon Schallplatten Ges. mbH. A dinamarquesa Nordisk Polyphon A. S. foi fundada em Copenhague. Em Estocolmo, a subsidiária sueca era chamada de Nordisk Polyphon A. B. A propriedade das atividades estrangeiras foi concentrada em março de 1929 em uma holding suíça, a Polyphon-Holding AG. Em 1932, essa holding foi renomeada para Polydor Holding AG.
Em 1932, a proprietária Polyphon Werke AG foi fundida com a Deutsche Grammophon AG, e o fechamento total da produção em Leipzig seguiu em breve. Em 1933, a DG vendeu suas ações da Polydor Holding. Em 1937, a empresa mudou seu nome para Deutsche Grammophon GmbH. Uma operação de fusão de capital foi realizada por um consórcio do Deutsche Bank e Telefunken Gesellschaft. Em 1932, a Telefunken Platte GmbH fundada recebeu uma fábrica de produção, pois era necessária. A DGG foi vendida para a empresa alemã de eletrônicos Siemens & Halske AG em 1941. Em 1954, a DGG estabeleceu uma subsidiária em Londres, a Polydor Records Ltd. Em 2000, a empresa francesa de mídia Vivendi SA adquiriu o atual proprietário, a Universal Music Group, da Seagram.

## A caixa de música Polyphon
Ainda existem exemplos originais do Polyphon inventado em 1870 e os fabricantes contemporâneos produzem pequenas quantidades de ambos os dispositivos e discos.

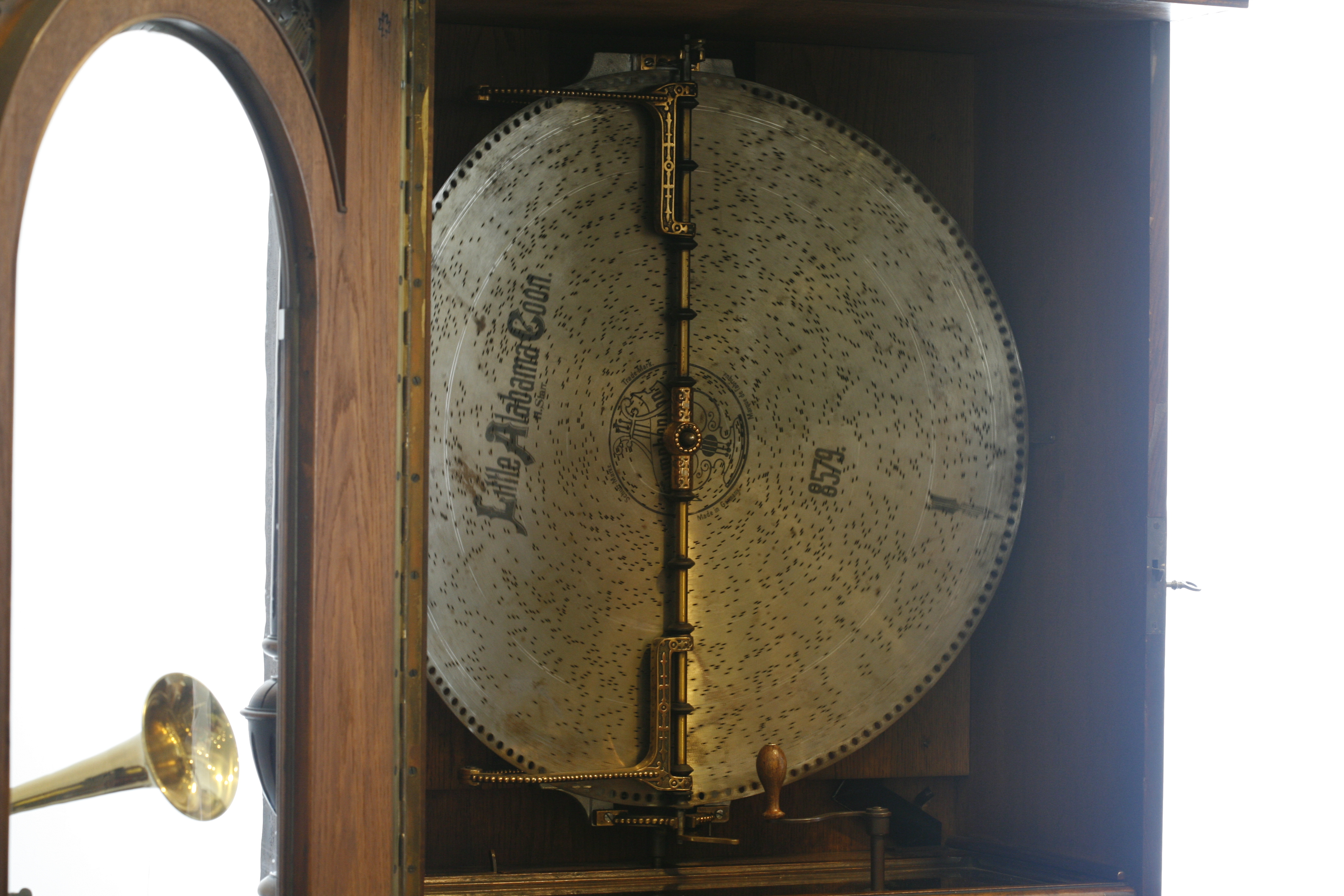
Um Polyphon é uma grande caixa de música operada por disco. A palheta se projeta da parte de trás do disco. À medida em que o disco gira, eles entram em contato com um mecanismo de catraca que arranca os dentes. Uma grande caixa de ressonância amplifica o som. Muitos discos intercambiáveis estavam disponíveis para produzir melodias favoritas.

### Criando a música
A melodia é inserida no disco por meio de perfurações em sua superfície, com o tom determinado pela posição da perfuração. No processo de fabricação, o metal perfurado é enrolado na parte inferior do disco, criando uma projeção elevada que se assemelha a uma letra A quando vista obliquamente.  Quando o Polyphon começa a funcionar, as projeções de disco resultantes, chamadas palhetas, se encaixam em uma série de rodas estelares semelhantes a catracas, cada uma com 9 projeções, que ficam em um pórtico. Cada roda estelar, quando movida em 40 graus em seu eixo, arranca um dente do pente do instrumento. O dente ressoa, soando uma nota predeterminada.
No pente musical, as notas agudas rápidas soam mais distantes do centro e as notas básicas mais lentas mais próximas do centro. Muitas variantes de pente foram fabricadas, incluindo um único pente em instrumentos menores e pentes duplex (ataque simultâneo) em exemplos de tamanho médio de instrumentos de 11 polegadas de diâmetro e 15,5 polegadas de diâmetro. A maioria dos exemplos maiores de pente duplo tinha ataque alternativo, embora outros fabricantes, principalmente a Symphonion, produzissem instrumentos de tamanho grande com pentes duplex.

### Mecanismo
Quase sem exceção, todos os Polyphons são movidos por um mecanismo de corda manual, semalhante aos relógios mecânicos. A Polyphon pode ter inventado uma versão movida por um motor elétrico para um grande modelo operado por moedas nos últimos dias de produção, mas até o momento, não existem exemplos originais conhecidos. O mecanismo tem um dente de acionamento de saída, que é um componente circular com buchas arredondadas dispostas para encaixar nos orifícios dos discos. Os discos de pequeno diâmetro têm dois orifícios localizados centralmente (acionamento central), enquanto os discos maiores possuem uma série de orifícios ao redor (acionamento periférico).
Durante a operação, o disco é colocado no eixo central, ou saliência central, uma barra de pressão passa sobre o disco para mantê-lo fixo no lugar e o dente de acionamento gira o disco. O tempo de reprodução de cada disco varia, dependendo do diâmetro. Por exemplo, o tempo de execução de um disco de 19,5/8 polegadas de diâmetro (50 cm) é de cerca de 1 minuto e 50 segundos.

### Disponibilidade nos dias atuais
Numerosos tamanhos de Polyphons e discos associados foram produzidos, com diâmetros variando de 6 polegadas a 24,5 polegadas. É possível comprar novos discos, atualmente fabricados no Reino Unido pela Renaissance Discs, para cada tamanho de Polyphon originalmente produzido. Os originais sobreviveram em números relativamente grandes e geralmente estão disponíveis em sites de vendas na Internet.